# Токар Марта Василівна
Ма́рта Васи́лівна То́кар (нар. 8 березня 1930, Воронеж, Росія) — українська художниця, професорка, заслужена діячка мистецтв України. Працює в галузях ручного ткацтва, розпису тканин, акварельного живопису та костюмології.

## Життєпис

Марта Токар, 1959 р.

Народилася 8 березня 1930 у Воронежі (Росія). Чотириюрідна племінниця російського письменника Олександра Гріна, двоюрідна племінниця російського художника-анімаліста й книжкового ілюстратора Євгена Чарушина.
1946 року переїжджає з батьками у Львів. 1946—1950 — навчається у Львівському училищі прикладного мистецтва ім. І.Труша на відділі художнього розпису. 1950—1957 — навчається у Львівському державному інституті прикладного та декоративного мистецтва (ЛДІПДМ) на відділі художнього ткацтва (нині — Львівська національна академія мистецтв).

## Діяльність
1957—1963 — працює художницею першої категорії Львівського будинку моделей (створення унікальних тканин та моделей за мотивами українського народного мистецтва). Бере участь у міжнародних конгресах мод та промислових виставках і ярмарках у таких містах: Брюссель, Токіо, Лейпциг, Париж, Лондон, Марсель, Нью-Йорк, Делі, Торонто, Варшава, Прага, Бухарест, Софія, Пловдив, Загреб, Белград, Бонн, Берлін, Москва, Київ, Львів. Багаторазово нагороджена преміями і медалями.
1958 — уперше бере участь в обласній та міжнародній виставках.
1962 — членкиня Національної спілки художників.
З 1963-го викладає у ЛДІПДМ. 1966—1971 − старша викладачка ЛДІПДМ. 1978 присвоєно вчене звання доцентки. 1981—1991 — завідувачка кафедри художнього текстилю. 1992 − присвоєно звання професорки і звання «Заслужений діяч мистецтв України».
У 70-х створила костюми для Державного заслуженого академічного народного хору ім. Г. Г. Верьовки (нині національний), які істотно змінили сценічний образ хору. На зміну динамічного образу з короткими спідницями хористок прийшов статичний образ, що походив від візантійської ікони (довгі спідниці). Також у цей час спроєктувала костюми для Львівської академічної капели «Трембіта» та численних фольклорних колективів Галичини, Полісся та Волині.
З 2000 року бере активну участь у роботі Міжнародного симпозіуму мистецтва волокна «WT-Kowary». Неодноразово призначалася членкинею журі з визначення найкращих робіт симпозіантів у щорічних післяпленерових спільних виставках художників, виступала з доповідями з питань виховання художників текстилю, виставляла свої роботи на спільних та персональних експозиціях. У 2009 році її робота — килим «Любов та мир» була відзначена журі та нагороджена премією ім. Агнешки Сінкевич.
Наразі працює на кафедрі художнього текстилю Львівської національної академії мистецтв (старша викладачка, доцентка, професорка).
Твори Марти Токар знаходяться у колекціях державних музеїв України та Польщі, а також у приватних колекціях шанувальників мистецтва з Великої Британії, Польщі, Ізраїлю, Канади та України.

### Персональні виставки

#### В Україні
1980 — перша персональна виставка творів в Україні (Львівська спілка художників).
1981 та 1987 — кабінет мистецтв Львівського державного університету ім. I.Франка.
1986 — зали кафедри історії мистецтв Львівського вищого військового училища.
1992 — Архітектурний заповідник «Стародавній Київ» (Київ).
1992 — музей етнографії та художніх промислів (Львів).
1998 — виставка в Музеї історії релігії (Львів).
2001 — музей «Бойківщина», філіал Львівського національного музею (м. Самбір, Львівська обл.).
2005 — галерея «Арт» (Львів).
2010 — Національний музей у Львові ім. А.Шептицького

#### За кордоном
1994 — перша персональна виставка за кордоном, Беер-Шева, Ізраїль.
1999 — дві персональні виставки в Англії (Бредфорд, Скіптон).
2001 — виставки у містах Згожелець, Болеславець, Єленя Гура (Польща).
2006 — галерея Іоанна Павла ІІ, м. Карпач, Польща.
2008 — галерея «Центрум», Польща, м. Каменна Гура.
2010 — ткацька галерея «На Ятках», Вроцлав, Польща.

## Роботи Марти Токар

### Акварелі

Мертве море, 1997
Біла лілея, 2000
Пустеля Негев,2000
Скелі Сде-Бокер, 2000

### Текстиль

Гори димлять, 2009
Ліжник "Весняне дерево", 2008